# Rieux-Volvestre

Rieux-Volvestre este o comună în departamentul Haute-Garonne din sudul Franței. În 2009 avea o populație de 2.443 de locuitori.

## Evoluția populației
| An        | 1975  | 1982  | 1990  | 1999  | 2006  | 2009  |
| --------- | ----- | ----- | ----- | ----- | ----- | ----- |
| Populație | 1.243 | 1.462 | 1.721 | 1.899 | 2.306 | 2.443 |